# Les Demoiselles de Rochefort
Cet article concerne le film de Jacques Demy de 1967. Pour la comédie musicale de 2003, voir Les Demoiselles de Rochefort (comédie musicale).
Pour plus de détails, voir Fiche technique et Distribution.
Les Demoiselles de Rochefort est un film musical français écrit et réalisé par Jacques Demy, sorti en 1967, mettant en vedette Catherine Deneuve et Françoise Dorléac dans une comédie musicale composée par Michel Legrand.

## Synopsis

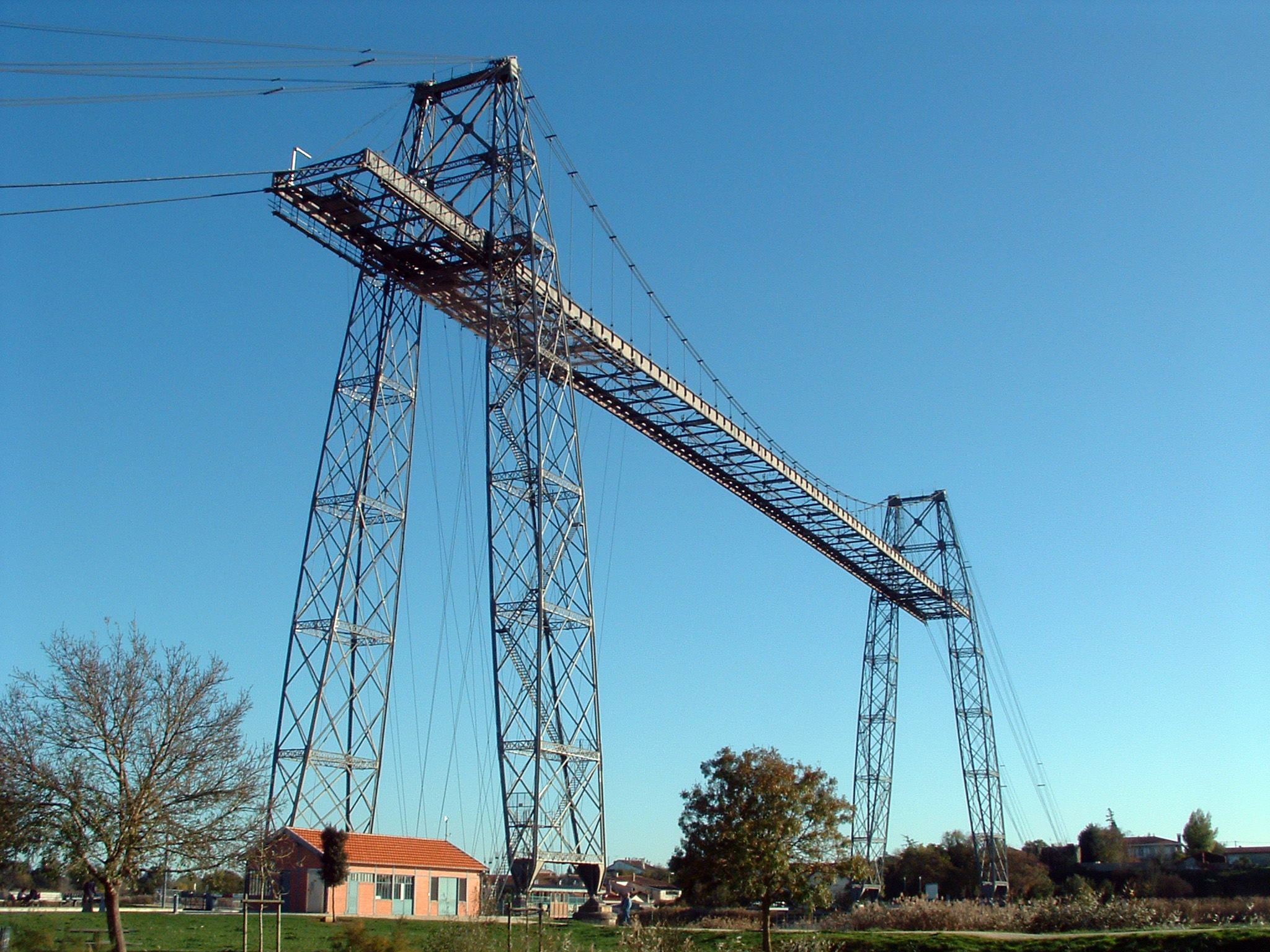
Le pont transbordeur de Rochefort, présent au début et à la fin du film, vu de la berge côté Rochefort.

Le film commence par l'arrivée un beau matin d'été sur la route d'Échillais d'une caravane de forains composée de cinq motos, de deux cavaliers montés sur des chevaux blancs, et de quatre camions bleus transportant des bateaux et du matériel pour la kermesse, dirigés par Étienne au volant et par son mécanicien Bill.

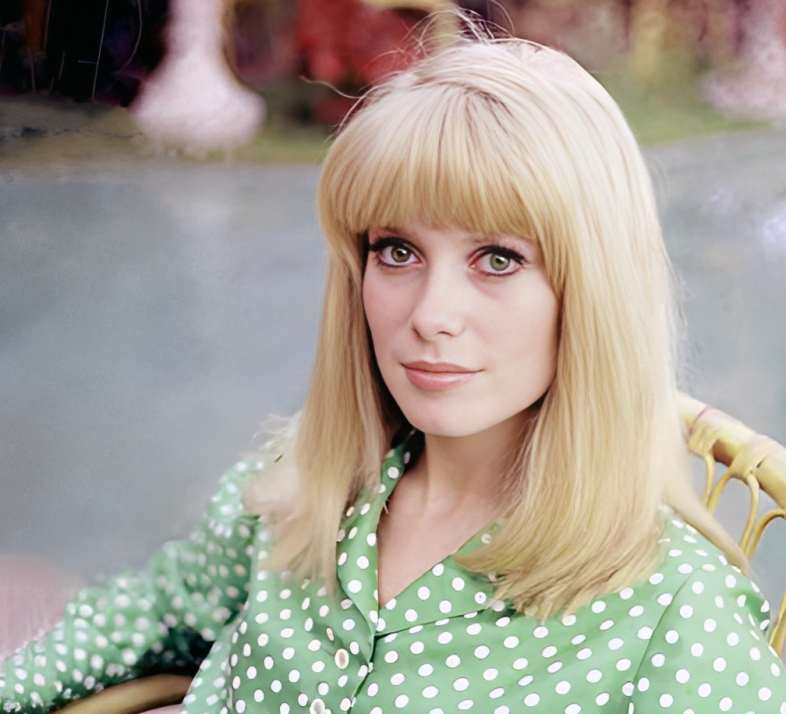
Catherine Deneuve en 1966, coiffée comme pour ce film.

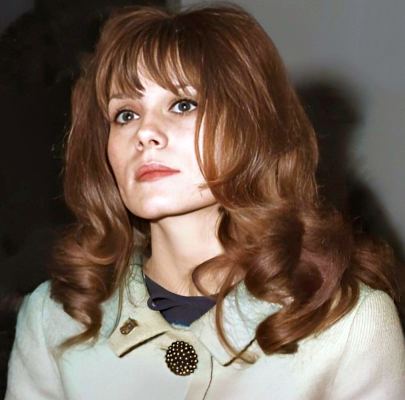
Françoise Dorléac en 1963, quatre ans avant sa mort.

La caravane se présente pour traverser la Charente grâce à la nacelle du pont transbordeur de Martrou.
Quelques pas de danse sont effectués sur le plancher de la nacelle entre les véhicules et la caravane poursuit son chemin pour entrer ensuite en ville et les forains viennent s'installer sur la place Colbert de Rochefort pour monter une foire commerciale qui va créer une animation inhabituelle.
Delphine et Solange sont des « sœurs jumelles nées sous le signe des gémeaux » d'une vingtaine d'années qui enseignent respectivement la danse et la musique à Rochefort. Élevées par leur mère, Yvonne Garnier, qui tient un bar sur la place, accompagnées de leur grand-père et d'une serveuse prénommée Josette, elles n'ont jamais connu leur père et recherchent le grand amour auprès d'un beau jeune homme. Maxence est un jeune marin blond effectuant son service militaire dans une caserne en ville. Peintre et poète à ses heures, il est lui aussi à la recherche de son idéal féminin, comme il le chante dans le café d'Yvonne, y venant régulièrement ; il y raconte son parcours et ses voyages sur les océans à travers le monde, à la recherche de l'amour et de son « idéal féminin ».

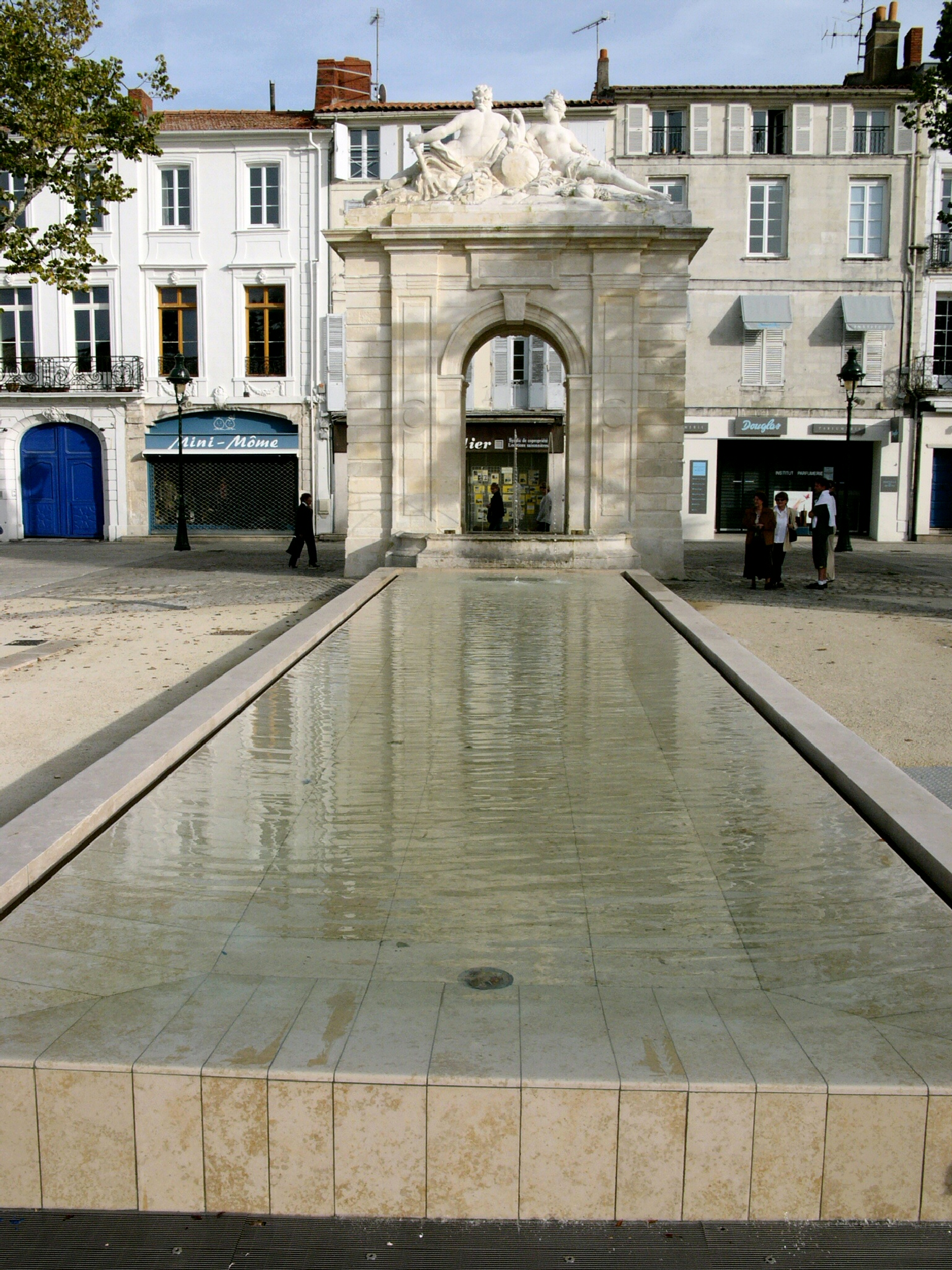
La fontaine et le petit bassin de la place, au cœur de l'intrigue.

Delphine se rend à la galerie de peinture de son amoureux, Guillaume Lancien, pour mettre fin à leur relation, l'accusant de ne pas l'aimer vraiment et de la considérer comme une simple « poupée ». Elle y découvre accroché au mur un portrait féminin peint par Maxence, qui lui ressemble étrangement. Pendant ce temps, Solange se rend chez Simon Dame, gérant d'un magasin d'instruments de musique. Elle ignore qu'il fut autrefois l'amant de sa mère Yvonne avant que celle-ci ne le quitte, jugeant indécent de s'appeler « madame Dame ». Simon ne connaît pas l'existence de son fils Boubou qu'il a eu avec Yvonne et qui est donc le demi-frère des jumelles. En allant le chercher au retour de l'école, Delphine croise les forains Étienne et Bill qui ramènent Boubou chez sa mère, en lui offrant des bonbons sur le chemin.
Yvonne raconte de son côté sa relation avec Simon, puis rencontre Subtil Dutrouz, un ami de son père qui vient régulièrement au bar, les deux forains, Étienne et Bill, qui « voyagent de ville en ville », sont présents. C'est au tour de Solange d'aller chercher Boubou l'après-midi. Elle croise une nouvelle fois les deux forains devant la sortie de l'école, mais refuse que Boubou parte avec eux. Le garçonnet insolent jette son cartable de colère sur la chaussée et Solange, accroupie, ramassant ses affaires, croise le regard d'Andrew « Andy » Miller, un pianiste américain de passage qui s'est accroupi et approché d'elle pour l'aider à ramasser les cahiers et crayons de couleurs du jeune garçon. Ils se regardent longuement, se sourient et c'est le coup de foudre. Bouleversée, elle en oublie de ramasser la partition de son concerto, Andy prend donc la feuille de papier et, en la lisant, est tout de suite charmé par la mélodie en la fredonnant. C'est à lui maintenant de partir aussi à la recherche de son idéal féminin.
Étienne et Bill, les deux danseurs, sont tombés sous le charme et la beauté des jumelles, après avoir été abandonnés par leurs partenaires danseuses parties avec deux beaux marins aux yeux bleus. Ils leur proposent alors de les remplacer pour le spectacle de la kermesse. Elles acceptent, mais à condition qu'elles puissent partir pour Paris avec eux le lundi suivant.
Maxence, le marin dans le bar, explique qu'il doit partir en permission à Nantes (d'où son jeu de mots « Je vais en perm' à Nantes ») et apprend au même moment par Yvonne le meurtre d'une certaine Pélagie Rosier dite Lola-Lola, une ancienne danseuse. Sur les lieux du crime, les pompiers et la police sont là. Maxence rencontre Solange sur son chemin puis Andy qui croise à son tour Delphine. Celle-ci lui indique le chemin de la boutique de son vieil ami Simon Dame, qu'il a connu au Conservatoire. Andy arrive en voiture blanche décapotable, entre dans le magasin et retrouve Simon qui ne le reconnaît pas tout de suite mais, dans la conversation, celui-ci lui montre la voie vers son idéal féminin.
Le jour de la kermesse, les jumelles chantent, dansent sur scène et assurent le spectacle pour la clientèle de la fête foraine. À la fin, les deux danseurs font des avances aux sœurs jumelles, mais Solange et Delphine les ignorent, préférant l'amour à des relations sans lendemain.
Le lendemain, on apprend dans le journal que l'assassin de Pélagie Rosier était Subtil Dutrouz, celui-ci voulant en finir avec elle car elle l'avait souvent éconduit et repoussé ses avances depuis 40 ans.
Le film se conclut par une fin très heureuse pour tous : alors que Delphine et Josette partent avec la caravane des forains vers Paris, Solange retrouve Andy au magasin de Simon. Yvonne, avertie par Delphine que cette dernière a envoyé Simon chercher Boubou à l'école part le retrouver : ils retombent amoureux après dix ans de séparation. Maxence démobilisé, le baluchon sur le dos sur le bord de la route, marche en faisant du stop au moment où le convoi des forains quitte Rochefort. La caravane s'arrête à sa hauteur et il monte dans la cabine du camion de Delphine, les camions se suivent et la caravane s'éloigne lentement pour traverser une nouvelle fois la Charente.

## Fiche technique
Sauf indication contraire, les informations mentionnées dans cette section peuvent être confirmées par la base de données cinématographiques IMDb,  présente dans la section « Liens externes ».
- Titre original : Les Demoiselles de Rochefort
- Réalisation : Jacques Demy, assisté d'Alain Franchet et Claude Miller
- Scénario et dialogues : Jacques Demy
- Musique : Michel Legrand
  - Arrangement et direction d'orchestre : Vladimir Cosma
  - Paroles : Jacques Demy
- Chorégraphie : Norman Maen (sauf pour les interventions de Gene Kelly, qui exécute ses propres improvisations)
- Décors : Bernard Evein
- Costumes : Jacqueline Moreau, Marie-Claude Fouquet
- Photographie : Ghislain Cloquet
- Son : Jacques Maumont
- Montage : Jean Hamon
- Production : Gilbert de Goldschmidt ; Mag Bodard (déléguée)
- Sociétés de production : Parc Film, Madeleine Films
- Pays de production :  France
- Langue originale : française : tourné aussi en anglais
- Format : couleurs : Eastmancolor – 35 mm – 2,35:1 – Son mono - Son stéréo (restauration en 2012)
- Nombre de plans : 462[réf. nécessaire]
- Copies : 70 mm au 2,20:1 (Franscope)
- Genre : film musical
- Durée : 120 minutes
- Date de sortie :
  - France : 8 mars 1967[1]
- Affiche : René Ferracci (France)

## Distribution
Il s'agit de l'avant-dernier film de Françoise Dorléac, le deuxième où elle partage l'affiche avec Catherine Deneuve. Françoise Dorléac meurt dans un accident de voiture le 26 juin 1967 à Villeneuve-Loubet, un peu plus de trois mois après la sortie du film : elle était en retard pour prendre à Nice l'avion vers Londres, où elle allait assister à la première de la version anglaise du film.

### Interprètes des personnages
- Catherine Deneuve : Delphine Garnier
- Françoise Dorléac : Solange Garnier
- Jacques Perrin : Maxence
- Danielle Darrieux : Yvonne Garnier
- Michel Piccoli : Simon Dame
- Gene Kelly : Andy Miller
- George Chakiris (VF : Jacques Thébault) : Étienne
- Grover Dale (VF : José Bartel) : Bill
- Pamela Hart : Judith
- Leslie North (VF : Danielle Ajoret) : Esther
- Geneviève Thénier : Josette, la serveuse
- Jacques Riberolles : Guillaume Lancien
- Patrick Jeantet : Boubou, le garçonnet
- Henri Crémieux : Subtil Dutrouz
- René Pascal : Pépé
- Daniel Moquay et Daniel Gall : les deux marins

### Interprètes vocaux des parties chantées
- Anne Germain : Delphine Garnier
- Claude Parent : Solange Garnier
- Jacques Revaux : Maxence
- Danielle Darrieux : Yvonne Garnier
- Georges Blaness : Simon Dame
- Donald Burke : Andy Miller
- Romuald : Étienne
- José Bartel : Bill
- Christiane Legrand : Judith
- Claudine Meunier : Esther
- Alice Herald : Josette
- Jean Stout : Guillaume Lancien
- Olivier Bonnet : Boubou

## Bande originale du film
Il existe deux versions de la bande originale du film, toutes deux publiées par Philips. Une version courte incomplète en un seul disque et une édition en deux disques comprenant toutes les chansons du film.

### CD1
1. Le pont transbordeur
2. Arrivée des camionneurs*
3. Chanson des jumelles*
4. Chanson de Maxence*
5. De Delphine à Lancien
6. Nous voyageons de ville en ville*
7. Chanson de Delphine*
8. Chanson de Simon*
9. Andy amoureux
10. Marins, amis, amants ou maris*
11. Chanson d'Yvonne*
12. Chanson de Maxence (reprise)
13. Chanson de Solange*
14. De Hambourg à Rochefort
15. La femme coupée en morceaux*

### CD2
1. Les rencontres
2. Chanson d'Andy*
3. Kermesse
4. Chanson d'un jour d'été*
5. Toujours, jamais*
6. Concerto (ballet)
7. Départ des forains (ballet)
8. Final (nommé "Départ des camionneurs" sur l’édition simple)*

* Morceau présent dans l'édition courte.

## Production

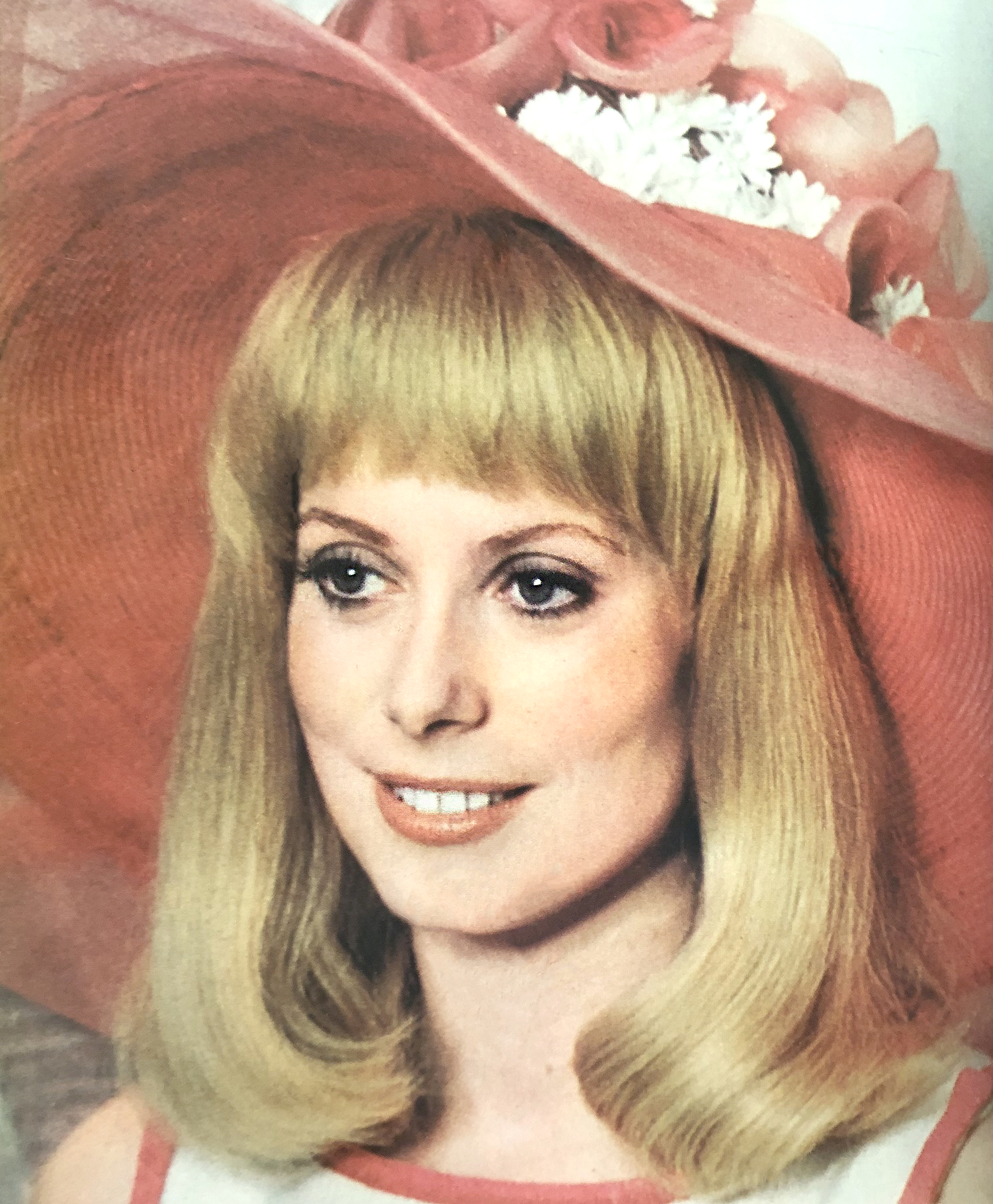
Catherine Deneuve dans le film

Lorsque Jacques Demy écrit les premiers jets d'un scénario des Demoiselles de Rochefort, le film s'appelle Boubou, nom du petit frère des jumelles (Catherine Deneuve et Françoise Dorléac) dans le film.

### Dialogues, chansons et danses
Le film a été tourné simultanément en français et en anglais.
Danielle Darrieux est la seule comédienne à ne pas être doublée pour les parties chantées.
Jacques Demy a écrit les paroles de certaines chansons en alexandrins, ce qui a posé des problèmes à Michel Legrand pour introduire de la diversité dans la mise en musique des images. C'est aussi en alexandrins qu'il écrit la scène du dîner d'anniversaire, qui constitue à ce titre une scène d'anthologie.
Catherine Deneuve et Françoise Dorléac prennent pendant quelques mois des cours de danse à Londres, avant de rejoindre le chorégraphe Norman Maen et le corps de ballet du film, formés de Britanniques. Jacques Demy tient à ce que ce soit Catherine Deneuve qui interprète la professeure de danse, alors qu'elle a moins d'expérience que sa sœur dans ce domaine, tandis qu'il veut voir Françoise Dorléac en professeure de chant, « pour son tempérament et son côté très lyrique ». Elles s'entraînent également à synchroniser leurs lèvres sur les chansons déjà enregistrées, qu'elles interpréteront en playback.
Des centaines d'auditions ont été nécessaires pour trouver des voix chantées semblables aux voix parlées des comédiens. Alors que c'était Danielle Licari qui prêtait sa voix à Catherine Deneuve dans Les Parapluies de Cherbourg, Demy et Legrand lui préfèrent ici Anne Germain, membre des Swingle Singers aux côtés de Christiane Legrand, sœur du compositeur. Elle doublera à nouveau Catherine Deneuve dans Peau d'Âne (1970), tout comme Jacques Revaux pour Jacques Perrin. Georges Blaness doublera de nouveau Michel Piccoli dans Une chambre en ville (1981).
Gene Kelly, parlant assez bien le français, mais ayant un emploi du temps trop chargé, n'est pas en mesure d'apprendre les chansons en français. Ne pouvant rester que trois semaines à Rochefort et possédant une trop petite tessiture, il est donc doublé par un chanteur canadien anglophone, Donald Burke, dont l'accent donne convenablement l'illusion que c'est Kelly qui parle et chante.

### Costumes et maquillage
Les deux robes portées par Catherine Deneuve et Françoise Dorléac lors de la scène de "La chanson des jumelles", également présente sur l'affiche du film, ont été créées par le couturier français Jean-Marie Armand,.
Les capelines portées par les deux actrices sont confectionnées par le modiste français Jean Barthet, créateur de chapeaux pour le tournage de nombreux films.
La prestation des jumelles, lors de la kermesse, ainsi que les robes que portent Catherine Deneuve et Françoise Dorléac est un hommage au film Les hommes préfèrent les blondes de Howard Hawks. En effet dans ce film, Marilyn Monroe et Jane Russell portent toutes les deux, une robe rouge fendue à paillettes à l'instar des sœurs jumelles de l’œuvre de Demy et leur chorégraphie est pratiquement similaire.
La coupe de cheveux de Jacques Perrin est elle, née d'un petit accident. Les coiffeuses du film étant trop occupées journellement avec les comédiennes, on emmena le jeune acteur chez un coiffeur en ville. Après une coupe de cheveux faite très courte, ce dernier lui plongea alors la tête dans une bassine d'eau oxygénée. Il en ressortit blond peroxydé, ce qui plut grandement à Jacques Demy.

### Tournage
Le tournage se déroule du 31 mai au 27 août 1966, avec quelques jours de relâche pour permettre aux comédiens et au personnel technique de se reposer.
Dans les scènes chantées et dansées, des haut-parleurs diffusent le playback des chansons pour que les acteurs qui chantent se règlent dessus.
Les scènes sont tournées en fonction de la météo, les scènes intérieures occupant les quelques jours de pluie. L'été 1966 est beau, lumineux et chaud, ce qui permet d'excellentes prises de vues en extérieur.
La population de Rochefort est mise à contribution pour la figuration dans beaucoup de scènes en costumes, notamment dans les rues et devant la sortie de l'école.

### Décor

#### Le choix de Rochefort
La ville de Rochefort est choisie par Jacques Demy en raison de son « architecture militaire, rigoureuse, belle », se souvient Agnès Varda, après des repérages dans plusieurs villes françaises répondant à cette exigence, notamment Saumur ou La Roche-sur-Yon. Il envisage un moment Hyères, appréciant la sonorité du titre potentiel Les Demoiselles d'Hyères.
Jacques Demy ayant finalement choisi Rochefort, est particulièrement satisfait de ce que permet la place Colbert, un endroit « pour faire la fête », digne de la comédie musicale à la française dont il rêve. C'est une très grande place carrée avec de beaux carrelages et un petit bassin, des arbres et surtout bordée d'immeubles anciens.

#### Décors urbains
Le chef décorateur Bernard Evein fait repeindre plusieurs centaines de volets sur la place Colbert, ainsi que quarante mille mètres carrés de façades sur la place Colbert et dans des rues où des prises de vues ont lieu, notamment les rues Bazeille et Chanzy (sortie de l'école).
Le décor du café sur la place est construit par la société Saint-Gobain.
Bernard Evein aurait voulu faire repeindre en rose le pont transbordeur de Rochefort qui sert de décor à la scène inaugurale du film, dans laquelle la nacelle suspendue sert de plateau de danse à la troupe des forains, mais cela est refusé par la mairie et les habitants[pas clair] refusent.

#### Véhicules
Les camions visibles au début du film, sur la place Colbert et au départ de la caravane sur la route, sont des Renault Super Galion SG neufs achetés par la production pour le film.
La voiture de sport blanche avec roues à rayons et crosses de pare-chocs AV, conduite par Gene Kelly est une MGB Roadster 1966.
Les bateaux hors-bord sur les plateaux des camions sont prêtés par les établissements ROCCA de Saint-Trojan-les-Bains.
Les deux autocars vus en fond d'images dans les contre-allées de la place, près de la fontaine, sont des autocars Chausson APH 521.

#### Divers
Dans la scène entre Gene Kelly et Michel Piccoli, au magasin de musique de Simon Dame, on peut apercevoir un présentoir qui expose le disque de Sheila: "Tous les deux". Hélas, une erreur de raccord montre qu'il est sitôt remplacé, dans un autre plan, à peine deux minutes plus tard, et sans qu'aucune action ne le justifie, par un disque des Swingle Singers.
Sur le présentoir qui se trouve derrière le comptoir, on aperçoit également le disque 45 tours de la musique des «Parapluies de Cherbourg».
Le pont transbordeur de Rochefort, sur la Charente, est un élément qui rappelle à Jacques Demy la ville de son enfance, Nantes, dont le pont transbordeur sur la Loire a été détruit en 1958. Nantes est aussi évoquée expressément dans le film (le samedi matin, Maxence part « en perm' à Nantes » ; Dutrouz parle d'une Nantaise qu'il a connue).

## Accueil
Après un départ mitigé, le film monte au « box office » et devient un succès international grâce au tournage en anglais.
Sorti le 8 mars 1967, avec une première au cinéma Le Normandie à Paris sur Les Champs Elysées, en présence de nombreuses personnalités, le film totalise[Quand ?] plus d'un million trois cent mille d'entrées.
Chorégraphies élégantes, couleurs chatoyantes, prises de vues sophistiquées : les témoignages élogieux  des professionnels du cinéma et du public sur la maîtrise artistique et technique de l'ensemble du film  sont nombreux.[réf. nécessaire]
Le film a été loué par la critique et est désormais considéré comme l’une des plus grandes comédies musicales de tous les temps. Sur le site Web de l'agrégateur de critiques Rotten Tomatoes, le film a un score d'approbation de 98 %, avec une note moyenne de 8/10 basée sur 45 critiques. Le consensus critique du site se lit comme suit : " Les Demoiselles De Rochefort rendent un hommage coloré aux comédies musicales classiques d'Hollywood tout en gagnant leur propre place d'honneur émouvante dans le genre."

## Appréciations
Selon Paul Vecchiali, c'est « un film tragique » :

« Le jour de l'avant-première à Paris des Demoiselles de Rochefort, Jacques était très entouré et j'avais juste pu lui faire un petit signe. Je lui ai téléphoné au moulin quelques jours plus tard pour lui dire combien j'étais emmerdé parce que tout le monde disait : "Le film de Demy, c'est le bonheur." Moi, j'étais sorti presque en larmes et c'était pour lui dire que je trouvais son film bouleversant que je l'appelais. Jacques m'a alors dit que dans la première version du film, Jacques Perrin était écrasé par les camions des forains. C'est cela le fond de l'œuvre de Jacques. La vitrine est étincelante, audacieuse par ses couleurs, mais dans l'arrière-boutique se cache un regard cru, tragique, sur la vie et sur les personnages. »

— Paul Vecchiali, Cahiers du cinéma, no 438 p. 43
.

## Postérité
Sauf indication contraire, les informations mentionnées dans cette section peuvent être confirmées par le générique de fin de l'œuvre audiovisuelle présentée ici, ainsi que par la base de données cinématographiques IMDb,  présente dans la section « Liens externes ».

### À Rochefort
L'empreinte du film marque durablement la ville de Rochefort, qui organise de grandes célébrations à l'occasion des vingt-cinq ans du film. Le 5 juin 1992, une grande partie de l'équipe originale des Demoiselles fait le déplacement en Charente-Maritime et assiste à l'inauguration de la place Françoise Dorléac, en présence de Catherine Deneuve, endroit situé devant la gare SNCF et de l'avenue Jacques Demy en présence d'Agnès Varda, qui relie le centre-ville de Rochefort et le pont transbordeur de Martrou au Sud. Agnès Varda filme les cérémonies, et montrera des souvenirs dans son documentaire Les demoiselles ont eu 25 ans, qui veut rendre compte du tournage et de ses effets sur les Rochefortais.
Le 25 juin 2022, la ville de Rochefort inaugure deux statues Les Demoiselles de Rochefort, représentant Solange et Delphine, réalisées par l’artiste niortais Franck Ayroles, auteur des Dames de la Brèche à Niort.

### Au théâtre
En 2003, la comédie musicale Les Demoiselles de Rochefort a été créée au Palais des congrès de Paris, à partir du scénario du film auquel ont été ajoutés quelques nouveaux morceaux. Le projet, supervisé par Michel Legrand, a rencontré un succès mitigé[réf. souhaitée].
Une nouvelle production est annoncée au Théâtre du Lido pour octobre 2025.

### Au cinéma
En 1995, dans le film Les Cent et Une Nuits de Simon Cinéma, on aperçoit dans le décor une affiche des Demoiselles lorsque débarque Catherine Deneuve, jouant son propre rôle, dans la demeure de Simon Cinéma, interprété par Michel Piccoli.
En 2004 dans le film Les Sœurs fâchées, Isabelle Huppert et Catherine Frot sont assises devant un téléviseur. Elles regardent le film Les Demoiselles de Rochefort, puis chantent et imitent gestuellement la chorégraphie de La Chanson des jumelles. Dans ce film, elles incarnent deux sœurs que tout oppose.
En 2009 dans le film Celle que j'aime, Barbara Schulz et Anton Balekdjian vont voir le film au cinéma.
En 2015, une affiche du film Les Demoiselles de Rochefort est visible dans le téléfilm La Boule noire.
En 2016, la scène d'ouverture du film La La Land rend hommage à la scène d'ouverture des Demoiselles de Rochefort.

### Dans la chanson
La Chanson de Maxence est reprise par Bill Evans en 1977 sous le titre You Must Believe in Spring dans son album.

## Distinctions
Sauf indication contraire, les informations mentionnées dans cette section peuvent être confirmées par la base de données cinématographiques IMDb,  présente dans la section « Liens externes ».

### Récompenses
- Prix Max-Ophüls en 1967[19]

### Nominations
- Festival du Film Musical de Paris 2012 - Édition 1 : longs métrages
- Oscars 1969 : Meilleure musique pour un film musical

## Sorties vidéo
- 7 janvier 1999 : DVD double-face avec le documentaire d'Agnès Varda, Les demoiselles ont eu 25 ans
- 5 novembre 2008 : DVD dans l'Intégrale Jacques Demy (coffret 12 DVD)
- 22 septembre 2010 : DVD et Bluray (collection Arte vidéo)